# كلية الطب بجامعة ديوك
مدرسة طب جامعة ديوك (بالإنجليزية: Duke University School of Medicine)‏ هي كلية الطب في جامعة ديوك. تقع في مدينة دورهام في ولاية كارولاينا الشمالية الأمريكية. نوع الشهادة الطبية التي يتم تحصيلها هناك هي دكتور في الطب.